# 쥘 베른
쥘 베른(프랑스어: Jules Verne, 프랑스어: [ʒyl gabʁijɛl vɛʁn], 문화어: 쥴 베른, 1828년 2월 8일 ~ 1905년 3월 24일)은 과학 소설 분야를 개척한 프랑스의 소설가이다. 《지구 속 여행》(1864), 《해저 2만리》(1870), 《80일간의 세계 일주》(1873), 《15소년 표류기》(1888)가 대표적이다.
아방가르드 문학과 초현실주의에 큰 영향을 준 작가로 인정받는다. 그러나 영미권에서는 그의 작품이 축약하여 번역되는 바람에 1980년대까지만 해도 장르 소설이나 아동 문학 작가로 주로 인식되었다.
베른은 비행기나 잠수함, 우주선이 발명 및 상용화되기 전에 이미 우주, 하늘, 해저 여행에 대한 글에서 이에 대한 개념을 도입했다. 애거사 크리스티에 이어 두 번째로 가장 많이 번역된 작가이며, 일부 작품은 영화화되었다. 베른은 휴고 건스백, H. G. 웰스와 함께 '과학 소설의 아버지'로 불린다.

## 생애

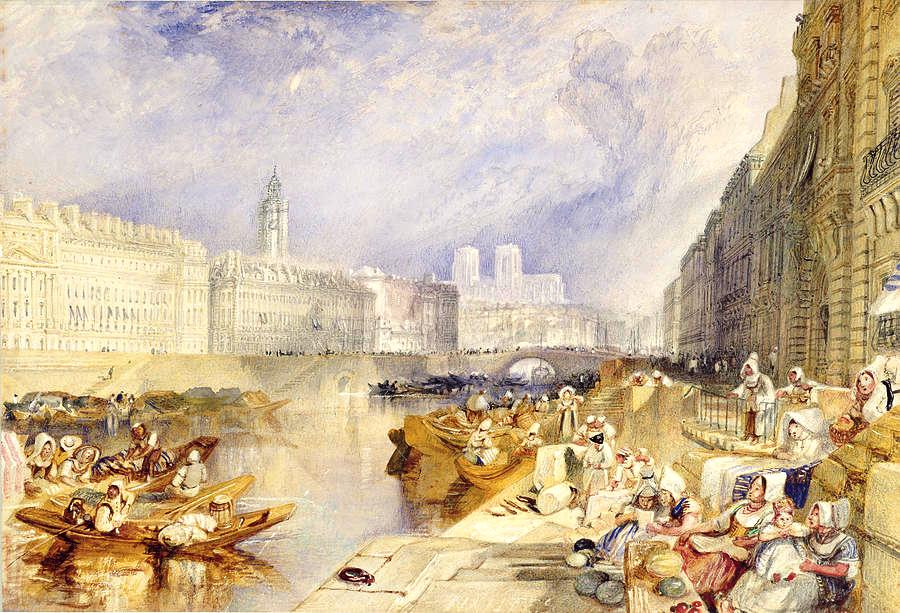
쥘 베른이 태어날 무렵 일 페도에서 바라본 낭트의 풍경.

### 어린 시절
쥘 베른은 1828년에 2월 8일, 프랑스의 낭트에 흐르는 루아르강의 하중도인 일 페도Île Feydeau에 있는 외할머니댁에서 태어났다. 아버지는 프로뱅 출신의 변호사인 피에르 베른, 어머니는 낭트의 스코틀랜드계 선장 가문에서 태어난 소피 알로뜨 들라퓌예Sophie Allotte de La Fuÿe였다. 이 둘은 베른이 태어난 이듬해 수백미터정도 떨어진 곳으로 이사하여 아들 폴, 딸 안느, 마틸다, 마리를 낳았다.
쥘 베른은 6세가 되던 해인 1834년에 낭트에 있는 기숙학교에 다니기 시작한다. 이 때 쥘의 선생님이었던 삼빈Sambin 부인은 30년전에 해군 선장인 남편이 바다에서 실종된 미망인이었다. 삼빈 부인은 학생들에게 자신의 남편이 로빈슨 크루소처럼 어딘가 무인도에서 행복한 생활을 지내고 있으며 언젠가 돌아올 것이라는 이야기를 자주 들려주었다.
1836년에는 아버지의 영향으로 가톨릭 재단에서 운영하는 초등학교에 입학한다. 쥘 베른은 메모아, 지리학, 그리스어, 라틴어, 가창 분야에서 두각을 드러냈다. 같은 해에 아버지 피에르는 루아르강변에 별장을 구매한다. 쥘 베른은 이 별장에서 깊고 신비스러운 강과 수많은 상선이 강을 따라 오가는 모습을 보았다고 회고한다. 또 쥘 베른은 어린 시절에 브레의 시장인 친척 프루뎅 알로뜨Prudent Allotte의 집에서 프루뎅과 보드게임을 하며 휴일을 보냈다. 프루뎅은 쥘에게 자신이 선주로 근무하며 세계를 여행한 이야기를 들려주었다. 쥘은 이 때의 기억을 바탕으로 이후 두 편의 작품에서 프루뎅의 이름과 그 때 같이 하면서 놀았던 보드게임을 등장시킨다.
쥘 베른의 조카에 의하면, 쥘 베른은 1839년 11세의 나이로 인도에서 산호 목걸이를 가져와 사촌 캐롤린에게 선물로 주기 위해 돛대 세 개 짜리 범선에 허드렛일을 하는 꼬마 선원으로 승선해 승선했다고 한다. 하지만 출항한 날 밤, 페임뵈프Paimbœuf에 정박할 때 피에르 베른에게 붙잡혀 집으로 돌아왔다고 한다. 이 때 아버지 피에르는 쥘에게 "여행은 상상속에서만 해!"라고 소리쳤다고 한다. 이 이야기를 완전히 사실로 보기에는 어렵지만, 실제 있었던 어떤 일을 기반으로 과장되게 표현한 것이라고 분석한다.
쥘 베른의 가족들은 1840년에 새로운 집으로 이사가고, 1842년에는 막내 동생인 마리가 태어난다. 쥘은 이사간 해에 한 기독교 학교에 전학간다. 쥘은 10대에 쓴 미완성 습작 《1839년의 사제Un prêtre en 1839》에서 신학교를 우스꽝스러운 표현으로 묘사하는데 이 때의 경험에서 온 것으로 본다. 쥘은 폴과 함께 1844년에 낭트 왕립 고등학교에 입학한다. 여기서 수사학과 철학을 배운 뒤 1846년에는 렌에서 바칼로레아를 준수한 성적으로 마친다.
1847년에는 빅토르 위고의 스타일로 장편을 기획해본다. 그러나 아버지는 장남인 쥘이 당연히 자신을 따라 변호사가 될 줄 알고 이를 대수롭지 않게 여긴다. 쥘을 파리의 법대에 보낸 것도 이러한 까닭이었다.
법대에서 1학년을 마친 뒤 쥘은 아버지를 도우러 낭트로 돌아온다. 여기서 쥘은 1년 선배인 로제 에르미니 아르노 그로세티어Rose Herminie Arnaud Grossetière와 사랑에 빠진다. 쥘은 30여편의 시를 써서 그녀에게 바친다. 이러한 헌신은 잠깐이나마 보답받는 듯 했으나 그로세티어는 부모님의 반대로 결국 부유한 10살 연상의 다른 남자와 결혼한다.
이렇게 갑작스러운 결혼은 쥘을 절망 끝자락으로 빠뜨린다. 쥘은 어머니에게 보낸 편지에서 상심으로 환각이 보인다고 묘사한다. 응답받았으나 이루어지지 못한 사랑의 경험은 쥘의 작품에서 자신의 뜻과는 상관없이 결혼하게 되는 젊은 여성으로 묘사되며, 이를 "에르미니 콤플렉스"라고도 한다. 또한 이는 쥘이 고향인 낭트라는 장소에 원망감을 품게 되는 계기가 된다.
쥘 베른은 법률을 공부하고 법학 학위를 취득하여 법률가로서의 자격을 취득하였으나, 나중에는 알렉상드르 뒤마 등을 만나 그들에게 글쓰기에 대한 조언을 받으며 문학의 길을 걷게 되었다. 작가이자 출판인인 피에르 쥘 에첼의 도움으로 책을 출간하고 대성공을 이루게 되었다. 그는 80여편의 과학 소설과 모험 소설을 썼다. 경이의 시리즈 60여편을 생전에 출판하였다.

## 작품

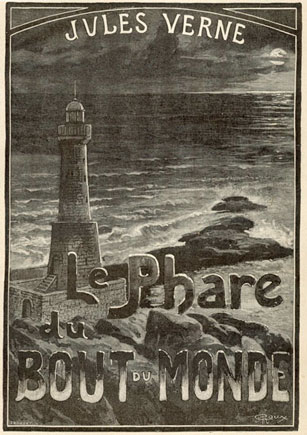
The Lighthouse at the End of the World는 Verne의 문학 무대에서 최고의 소설 중 하나로 간주됩니다.

- 《기구를 타고 5주일》(1863)
- 《지구 속 여행》(1864)
- 《지구에서 달까지》(1865)
- 《달나라 탐험》(1869)
- 《해저 2만리》(1869)
- 《80일간의 세계 일주》(1873)
- 《신비의 섬》(1874)
- 《챈슬러 호》(1874)
- 《황제의 밀사》(1876)
- 《인도 왕비의 유산》(1879)]
- 《마티아스 산도르프》(1885)
- 《정복자 로뷔르》(1886)
- 《15소년 표류기》(1888)
- 《카르파티아의 성》(1892)
- 《깃발을 바라보며》(1896)
- 《세계의 지배자》(1904)
- 《20세기 파리》(1994)

## 주해
1. ↑  메모아(프랑스어: mémoire)는 기억한 내용을 환기시키는 과목이다.

## 같이 보기
- 15소년 표류기
- 80일간의 세계 일주